# Borsodszentgyörgy
Borsodszentgyörgy község Borsod-Abaúj-Zemplén vármegyében, az Ózdi járásban. A falu korábbi neve Disznósd volt, 1935. április 1-jétől nevezik Borsodszentgyörgynek.

## Fekvése
Miskolctól közúton körülbelül 70 kilométerre nyugatra, Ózdtól 9 kilométerre délnyugatra terül el; a legközelebbi település a 6 kilométerre fekvő Arló. Zsáktelepülés, az országos úthálózatba a 25-ös főútból, annak 62+300-as kilométerszelvényénél, Arlón északnyugat felé kiágazó 23 114-es út köti be. Területe: 124 hektár belterület, 2028 hektár külterület.

## Története
A település a tatárjárás után jött létre, először 1371-ben említik. Ekkor még Disznós a neve, később Alsó- és Felsődisznós néven is említik. Eger ostromakor a török sereg feldúlta a falut, majd az egri vár eleste után a település török megszállás alá került. A magas adók miatt sok lakó elhagyta a falut.
Egy 1629-ből származó feljegyzésen már Szentgyörgyfalu a település neve, védőszentje, Szent György után. A 18. századtól Disznósd a neve, majd 1935. április 1-jétől Borsodszentgyörgy.
A 20. század első felében a lakosság mezőgazdaságból, bányászatból és iparból élt.

### Nevének eredete
Disznósd település neve valamivel ellátottat, valamiben bővelkedőt jelentett. Itt: jó vadászterületet, vaddisznókban bővelkedő helyet jelentett.
A Borsodszentgyörgy nevet egyháza védőszentjéről, Szent György vértanúról kapta, a Borsod előtag pedig a vármegyének a neve, ahová tartozik.

## Közélete

### Polgármesterei
- 1990–1994: Kovács Géza Cene (FKgP)[3]
- 1994–1998: Kovács Géza Cene (független)[4]
- 1998–2002: Kriston Sándor (független)[5]
- 2002–2005: Kriston Sándor (független)[6]
- 2006–2006: Németh Gyula (független)[7]
- 2006–2010: Németh Gyula (független)[8]
- 2010–2014: Németh Gyula (Fidesz-KDNP)[9]
- 2014–2019: Németh Gyula (Fidesz-KDNP)[10]
- 2019–2024: Nikodém Kornél (független)[11]
- 2024– : Nikodém Kornél (független)[1]

A településen 2006. február 19-én időközi polgármester-választást kellett tartani, mert az előző faluvezetőnek – még tisztázást igénylő okból – megszűnt a polgármesteri tisztsége. A választáson ennek ellenére ő is elindult, de 17,92 %-os eredményével, négy jelölt közül csak a harmadik helyet érte el.

## Népesség
A település népességének változása:
| Lakosok száma | 1204 | 1197 | 1193 | 1130 | 1049 | 1041 | 1029 |
|               | 2013 | 2014 | 2015 | 2021 | 2022 | 2023 | 2024 |

2001-ben a településen a lakosságnak 95%-át magyar, az 5%-át cigány nemzetiségű emberek alkották.
A 2011-es népszámlálás során a lakosok 88,3%-a magyarnak, 8% cigánynak, 0,3% németnek mondta magát (11,7% nem nyilatkozott; a kettős identitások miatt a végösszeg nagyobb lehet 100%-nál). A vallási megoszlás a következő volt: római katolikus 72,5%, református 1,5%, görögkatolikus 0,8%, felekezeten kívüli 6,3% (18,1% nem válaszolt).
2022-ben a lakosság 92,7%-a vallotta magát magyarnak, 4,2% cigánynak, 0,5% németnek, 0,4% szlováknak, 1,2% egyéb, nem hazai nemzetiségűnek (7,3% nem nyilatkozott; a kettős identitások miatt a végösszeg nagyobb lehet 100%-nál). Vallásuk szerint 59,3% volt római katolikus, 1,2% református, 0,6% görög katolikus, 0,7% egyéb keresztény, 0,1% evangélikus, 0,1% ortodox, 8,9% felekezeten kívüli (28,1% nem válaszolt).

## Nevezetességek
- Római katolikus templom. Szent György vértanú a védőszentje.
- Tájház (Barkó-ház)
- Hősi emlékmű
- Magas-hegy (Hármas Kereszt) Kilátópont

## Ismert szülőttek
- Fehér Dezső 1896-ig Fecher Dávid (1869. december 21. – Nagyvárad, 1935. február 22.) magyar író, újságíró.

## Testvértelepülések
- Pat, Felvidék
- Balogfala, Felvidék